# 后轮骑

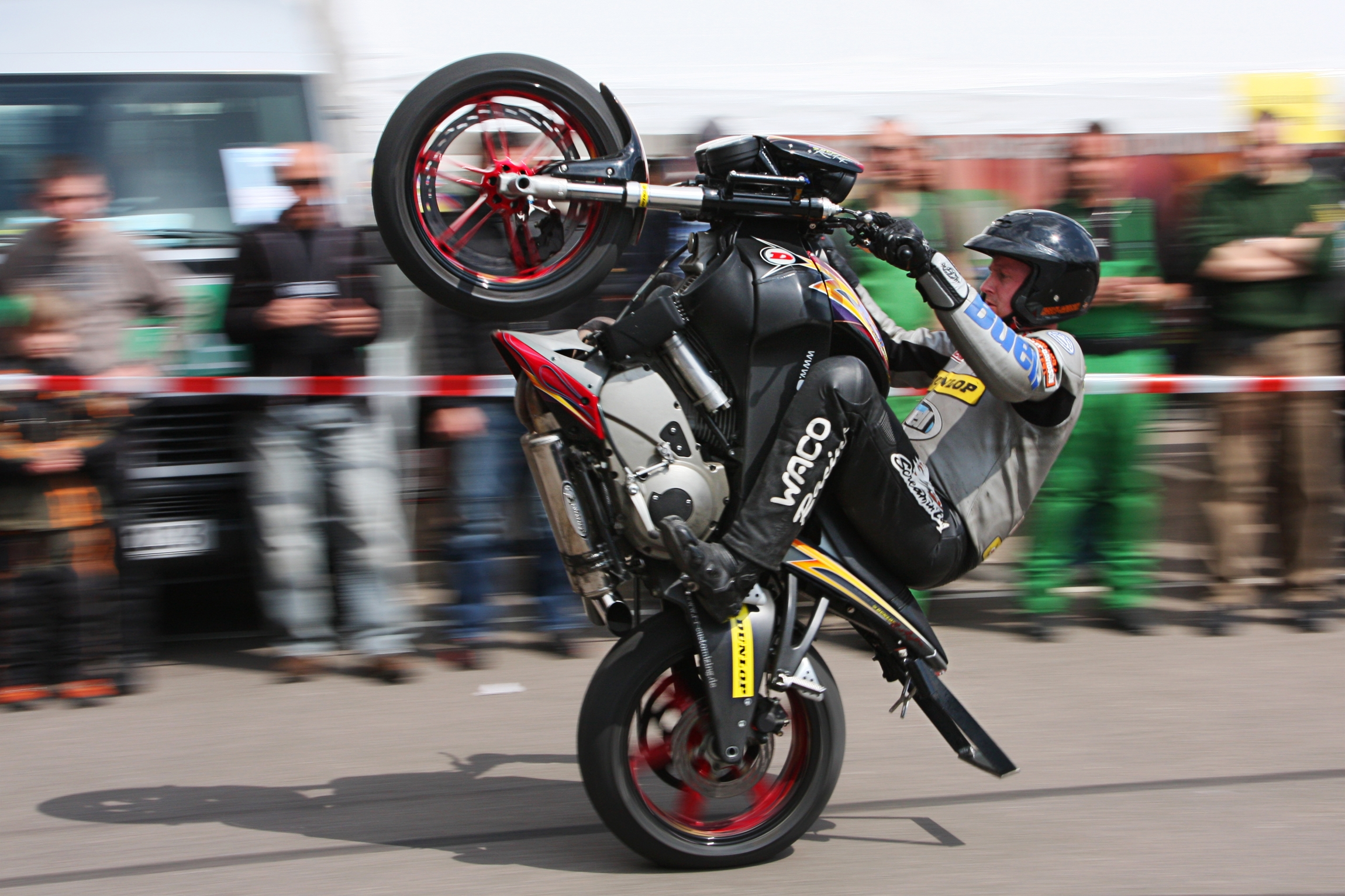
一位正在表演后轮骑特技的摩托車車手

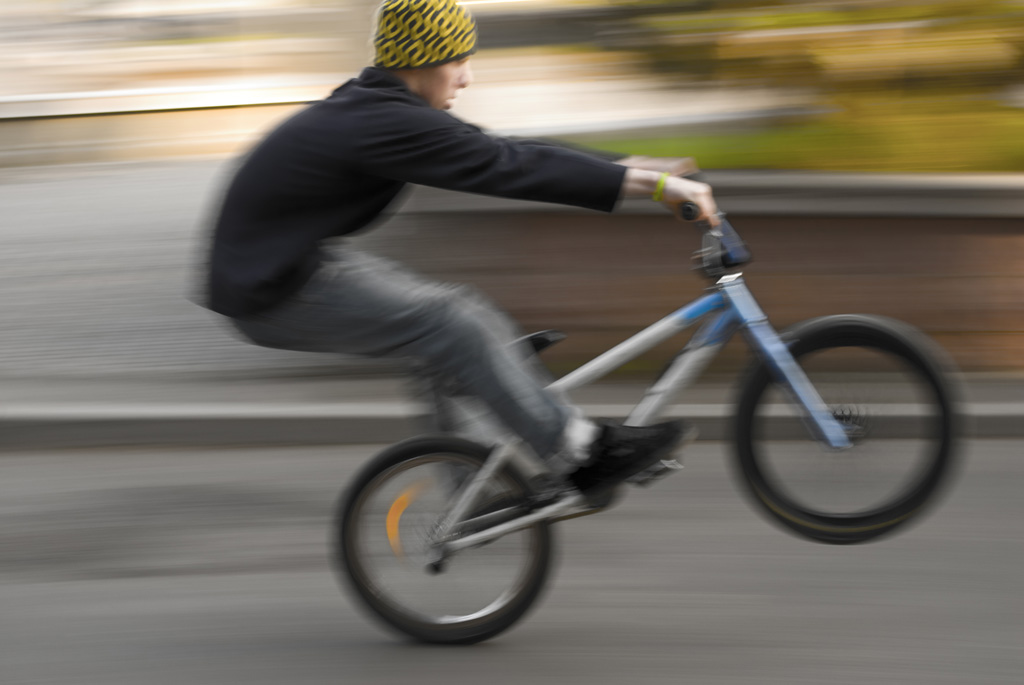
一位騎車人正在后轮骑

后轮骑（Wheelie）也稱為翹前輪，是一種特技表演，是指自行车和摩托车車手讓車輛的前輪離開地面，並且只讓後輪與地面接觸。後輪騎的歷史可以追溯到1890年。